# S118 (Amsterdam)
De S118 (stadsroute 118) is een verkeersweg in Amsterdam. Deze weg van iets meer dan 6 kilometer lang verbindt de A10 met de S116, beter bekend onder de naam Nieuwe Leeuwarderweg. Om van de S118 op de A8 te komen moet men een klein stukje verder rijden over de Verlengde Stellingweg, waar men even later de A8 op kan.
Rondom het Mosplein liep de S118 tot en met 2016 over eenrichtingswegen. Vanuit het noorden (de Papaverweg/Klaprozenweg) kon men gewoon verder rijden over de Papaverweg. Vanuit het zuiden moest men een klein stukje over de Kamperfoelieweg, waar men even later linksaf de Ribesstraat in kon, en uiteindelijk weer rechtsaf de Papaverweg/Klaprozenweg op kon, om vervolgens weer op het traject van de S118 te komen. Na de reconstructie van de Klaprozenweg in 2016 is aan deze situatie een eind gekomen; tussen het Mosplein en de Klaprozenweg kan het verkeer in beide richtingen over de Papaverweg.
Ringweg A10 (Ringweg-West, -Noord / -Oost / -Zuid)

Overige autosnelwegen:
voorheen Muiderstraatweg (A1) · 
Utrechtseweg (A2) · 
Haagseweg (A4) · 
Westrandweg (A5) · 
Coentunnelweg (A8) ·
Gaasperdammerweg (A9)

Stadsroutes:
S100 ·
S101 ·
S102 ·
S103 ·
S104 ·
S105 ·
S106 ·
S107 ·
S108 ·
S109 ·
S110 ·
S111 ·
S112 ·
S113 ·
S114 ·
S115 ·
S116 ·
S117 ·
S118

Overige wegen:
Gooiseweg ·
Haarlemmerweg ·
Nieuwe Leeuwarderweg ·
Nieuwe Utrechtseweg

Knooppunten:
Amstel ·
Coenplein ·
De Nieuwe Meer ·
Holendrecht ·
Watergraafsmeer